# Nyim
Nyim is een plaats (község) en gemeente in het Hongaarse comitaat Somogy. Nyim telt 311 inwoners (2001).